# Molophilus (Molophilus) lethaeus
Molophilus (Molophilus) lethaeus is een tweevleugelige uit de familie steltmuggen (Limoniidae). De soort komt voor in het Neotropisch gebied.